# Feliciano José Pueyrredón
Feliciano José Pueyrredón fue un sacerdote argentino, con destacado desempeño en la lucha contra las Invasiones Inglesas al Río de la Plata.

## Biografía
Feliciano José Pueyrredón nació en la ciudad de Buenos Aires el 20 de abril de 1767, hijo del francés Juan Martín Pueyrredón Labrucherie y de Rita Damasia O'Dogan Soria, porteña con ascendientes irlandeses por parte de su abuelo paterno.
Era hermano mayor de Juan Martín de Pueyrredón, futuro Director Supremo de las Provincias Unidas del Río de la Plata, del coronel Diego José de Pueyrredón, del teniente coronel José Cipriano Andrés de Pueyrredón, del coronel Juan Andrés de Pueyrredón y de la patricia Juana María Pueyrredón.
En 1783 ingresó al Colegio de San Carlos donde estudió 3 años de filosofía y 4 de teología. Continuó su formación en la Universidad Mayor Real y Pontificia San Francisco Xavier de Chuquisaca, donde se doctoró en derecho canónico y en teología. Regresó a Buenos Aires en 1792 y fue autorizado por la Real Audiencia de Buenos Aires para presenciar la práctica del derecho en sus estrados, a los que asistió durante 4 años.
Se consagró sacerdote en 1795 y fue capellán y director interino de la Casa de Ejercicios. A su exclusiva costa reconstruyó la iglesia parroquial de San Pedro y la proveyó de ornamentos.
El 11 de abril de 1798 fue nombrado cura párroco de Baradero y el 19 de enero de 1802 pasó con igual cargo a la parroquia de San Pedro (Buenos Aires), desempeñándose accidentalmente también como párroco de Concepción del Uruguay en cuya ocasión el 18 de octubre de 1801 fue padrino de bautismo de Justo José de Urquiza. Posteriormente actuó brevemente en un curato de la Banda Oriental.
Su tarea no se limitó a la pastoral. En Baradero proyectó y dirigió obras hidráulicas e instruyó a su feligresía en la agricultura y la industria. En abril de 1805 hizo aplicar la vacuna antivariólica en la localidad de San Pedro, incluso antes de que la misma se conociera en la ciudad de Buenos Aires. 
Al producirse en 1806 la primera de las invasiones inglesas, con sus hermanos tuvo una destacada actuación, contribuyendo a reclutar voluntarios para la formación del Escuadrón de Húsares llamado justamente, "de Pueyrredón", que tendría su bautismo de fuego en el Combate de Perdriel. 
El 19 de diciembre de 1808 fue nombrado capellán del Batallón N° 3 del Regimiento de Infantería de Buenos Aires, el "Fijo", y luego de producida la Revolución de Mayo de 1810, del regimiento de Granaderos de Fernando VII.
Si bien no se registra su participación en los sucesos que condujeron a la formación de la Primera Junta, adhirió decididamente al movimiento patriota al igual que sus hermanos y hermana. 
Cuando el secretario Mariano Moreno creó la Biblioteca Nacional, Pueyrredón contribuyó con uno de los mayores lotes.
En 1812 fue comisionado para acompañar como capellán al Regimiento de Granaderos a Caballo al mando de José de San Martín a las costas del río Paraná. Muy enfermo, Pueyrredón solicitó al gobierno su separación del servicio. Si bien no marchó en esa histórica campaña, recién se accedió a su separación el 4 de febrero de 1814, siendo reemplazado en sus funciones por el presbítero Iturri Patiño.
Años después de la caída del Directorio, habiendo ya repartido todos sus bienes en obras de caridad, llegó a encontrarse en situación de extrema pobreza, por lo que solicitó a las autoridades un curato. El 23 de agosto de 1825 fue nombrado cura de la parroquia de Jesús Amoroso, en el actual partido de General San Martín, cargo que desempeñó hasta su muerte. Falleció en esa localidad el 29 de noviembre de 1826, siendo inhumado en el cementerio de la Recoleta.